# Ricardo Infante
Ricardo Roberto Infante (La Plata, 21 giugno 1924 – La Plata, 14 dicembre 2008) è stato un calciatore argentino, di ruolo attaccante. Figura al settimo posto della classifica dei realizzatori della Primera División argentina ed è il secondo miglior marcatore della storia dell'Estudiantes dietro a Manuel Pelegrina.

## Biografia
Ultimo di sei fratelli, iniziò fin da piccolo a giocare a calcio. Proprio in questa disciplina si mise particolarmente in evidenza, attirando l'attenzione del difensore dell'Estudiantes Viola, che lo portò alle giovanili del club, dopo che già aveva sostenuto un provino per i rivali cittadini del Gimnasia, squadra di cui il padre era tifoso, venendone scartato. Una volta terminata la carriera da calciatore si dedicò al calcio giovanile, divenendo lo scopritore di, tra gli altri, Néstor Craviotto e Patricio Hernández. Negli ultimi anni di vita soffrì di problemi di salute, e il 14 dicembre del 2008 morì in ospedale; fu sepolto al cimitero del Parque Centenario.

## Caratteristiche tecniche
Giocava come attaccante, più precisamente come centravanti, in quanto era sovente il principale riferimento offensivo della squadra.

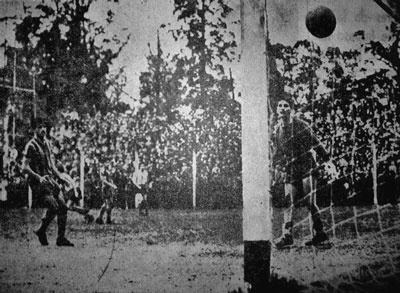
Il gol di Infante contro il Rosario Central

 Aveva tra le sue doti migliori la tecnica individuale, che gli permetteva di esercitare un sapiente controllo sul pallone; abbinata a essa vi era anche un senso del gol molto affinato. Questi due aspetti della sua bravura in campo sono ben esemplificati da un gol che realizzò il 19 settembre 1948 contro il Rosario Central: dopo che un tiro di un suo compagno fu respinto dal palo e arrivò verso di lui — che era posizionato a trentacinque metri dalla porta — decise di concludere nuovamente a rete, ma dato che il piede da lui preferito era il destro e la palla era più vicina al sinistro, eseguì un difficile gesto tecnico, la rabona, incrociando la gamba e tirando con il piede forte: la sfera, preso un effetto particolare, andò in rete.

## Carriera

### Club
Debuttò in prima divisione argentina alla trentesima giornata della stagione 1942, giocatasi il 1º novembre, contro il River Plate in casa di quest'ultima società, entrando in campo come ala destra anziché nella sua usuale posizione di centrattacco. La prima rete arrivò nel campionato successivo, nella partita giocata a La Plata contro il Chacarita Juniors. La sua carriera proseguì in chiave positiva, specialmente nella stagione 1944, quando la sua squadra raggiunse il terzo posto in classifica, dietro a Boca Juniors e River Plate. L'annata 1948 fu degna di nota, oltre che per il terzo posto del club, anche per la vittoria per 6-1 nel derby di La Plata contro il Gimnasia del 5 settembre. Nel 1952 la squadra retrocesse, anche per via di problemi economici (causati anche da un attrito politico con il governo cagionato da una presunta mancanza di rispetto della dirigenza al libro-biografia di Evita Perón, distribuito allora dal regime per ragioni di propaganda). In seguito a questo accadimento Infante scelse di lasciare il club con cui aveva giocato per dieci anni, e di accasarsi all'Huracán: con la compagine della capitale l'attaccante rimase fino al 1956, totalizzando quasi cento presenze e superando le trenta reti. Una volta ristabilitasi la sua vecchia squadra, tornata in prima divisione, Infante vi fece ritorno per disputarvi altri quattro campionati. Nel 1961 giocò la sua ultima stagione, chiudendo la carriera nel Gimnasia y Esgrima, squadra rivale dell'Estudiantes nonché quella preferita dal padre.

### Nazionale
Nonostante il successo con le squadre di club, Infante ebbe un breve e travagliato rapporto con la propria selezione nazionale. Difatti, tra il 1952, data della prima presenza, al 1958, anno a cui risale l'ultima sua apparizione con la Nazionale, totalizzò solo cinque presenze e due reti. Ottenne anche la convocazione per il campionato del mondo 1958; in quella selezione, però, il posto di centravanti titolare era occupato dal giocatore del River Menéndez, che giocò tutte le tre partite disputate dall'Argentina nel torneo, tagliando di fatto fuori Infante, che non fece mai il suo debutto nella massima competizione internazionale per squadre nazionali.